# Juanjo Díaz
Juan José Díaz Galiana (Ciudad Real, 8 de enero de 1949-Tarrasa, 6 de diciembre de 2017), más conocido por Juanjo Díaz, fue un entrenador de fútbol español. Logró el ascenso de categoría entrenando al R. C. D. Espanyol en Segunda División en la temporada 1989-90 en una emocionante tanda de penaltis en la Rosaleda, Málaga, contra el C. D. Málaga que dirigía Juan Gómez Juanito. Fue director adjunto de la Ciudad Deportiva del R. C. D. Espanyol de Barcelona.

## Biografía

### Carrera como entrenador
Nacido en Ciudad Real, Castilla-La Mancha, Juanjo inició su carrera como entrenador con C. F. Montañesa antes de unirse con R. C. D. Espanyol en las categorías juveniles en 1980. Después de una breve estancia con C. D. Menorca regresó al club, siendo contratado para dirigir las fuerzas básicas de C. E. L'Hospitalet en 1988.
En enero de 1990, Juanjo fue nombrado entrenador del primer equipo en la Segunda División, reemplazando a Benito Joanet. Fue capaz de lograr la promoción a la Liga, pero dejó el club. Después de otra estancia con CFJ Mollerussa y Palamós C. F., regresó a los Periquitos, seriamente amenazados por el descenso.
Después de fracasar en los play-offs para mantener al equipo en la división, Juanjo fue despedido. Continuó como entrenador en Segunda División B y en Tercera División en los años siguientes, estando a cargo de Real Valladolid B, S. D. Huesca, Andorra C. F., Águilas C. F. y F. C. Cartagena.
En junio de 2001 Juanjo fue puesto en el timón del C. D. Badajoz en el segundo nivel. En octubre fue destituido del cargo, después de ganar solo dos puntos de un total de 27.

## Trayectoria como entrenador
| Club                          | País   | Año       |
| ----------------------------- | ------ | --------- |
| Centre d'Esports L'Hospitalet | España | 1987-1989 |
| RCD Espanyol                  | España | 1989-1990 |
| CF Joventut Mollerussa        | España | 1990-1991 |
| Palamós CF                    | España | 1991-1993 |
| RCD Espanyol                  | España | 1993-1994 |
| Real Valladolid               | España | 1994-1995 |
| SD Huesca                     | España | 1995-1996 |
| Andorra CF                    | España | 1996-1997 |
| Águilas CF                    | España | 1998-2000 |
| FC Cartagena                  | España | 2000-2001 |
| Club Deportivo Badajoz        | España | 2002-2003 |